# Nagydobos megállóhely
Nagydobos vasútállomás egy Szabolcs-Szatmár-Bereg vármegyei vasútállomás, Nagydobos településen, a helyi önkormányzat üzemeltetésében. A belterület keleti szélén helyezkedik el, a 4118-as út vasúti keresztezésétől nem messze északra; közúti elérését az abból kiágazó 41 323-as számú mellékút teszi lehetővé.

## Vasútvonalak
Az állomást az alábbi vasútvonalak érintik:
- Mátészalka–Záhony-vasútvonal

## Kapcsolódó állomások
A vasútállomáshoz az alábbi állomások vannak a legközelebb:
- Ópályi megállóhely (Mátészalka–Záhony-vasútvonal)
- Vitka megállóhely (Mátészalka–Záhony-vasútvonal)

## Forgalom
| Járat        | Útvonal | Gyakoriság   |
| ------------ | --- | ------------ |
| személyvonat | Tiborszállás – Nagyecsed – Nyírcsaholy – Mátészalka – Ópályi – Nagydobos – Vitka – Vásárosnamény – Kisvarsány – Gyüre – Aranyosapáti – Újkenéz – Tornyospálca – Mándok – Eperjeske alsó – Záhony | 2-4 óránként |